# Nogometni Klub Interblock Ljubljana 2011-2012

## Rosa
| N. |                      | Ruolo | Calciatore          |
| -- | -------------------- | ----- | ------------------- |
| 1  | Slovenia (bandiera)  | P     | Janez Strajnar      |
| 2  | Slovenia (bandiera)  | C     | Nejc Skubic         |
| 4  | Slovenia (bandiera)  | D     | Žitko Matic         |
| 5  | Camerun (bandiera)   | C     | Enow Juvette Tabot  |
| 6  | Slovenia (bandiera)  | D     | Alen Jogan          |
| 7  | Slovenia (bandiera)  | C     | Danijel Brezič      |
| 8  | Slovenia (bandiera)  | C     | Dejan Geric         |
| 9  | Slovenia (bandiera)  | A     | Robert Berič        |
| 10 | Slovenia (bandiera)  | A     | Ermin Rakovič       |
| 11 | Serbia (bandiera)    | A     | Vladimir Milenkovic |
| 12 | Slovenia (bandiera)  | A     | Tomislav Misura     |
| 16 | Slovenia (bandiera)  | A     | Luka Majcen         |
| 17 | Venezuela (bandiera) | A     | Gustavo Páez        |
| 18 | Slovenia (bandiera)  | D     | Amer Jukan          |

| N. |                        | Ruolo | Calciatore        |
| -- | ---------------------- | ----- | ----------------- |
| 19 | Slovenia (bandiera)    | D     | Ales Kokot        |
| 20 | Camerun (bandiera)     | D     | Théophile Ntamé   |
| 21 | Inghilterra (bandiera) | D     | Ben Gill          |
| 23 | Slovenia (bandiera)    | D     | Boštjan Jelečevič |
| 24 | Slovenia (bandiera)    | C     | Dejan Zadnikar    |
| 25 | Slovenia (bandiera)    | C     | Lucas Horvat      |
| 26 | Slovenia (bandiera)    | A     | Luka Vrhunc       |
| 28 | Slovenia (bandiera)    | P     | Ažbej Jug         |
| 29 | Slovenia (bandiera)    | D     | Žan Cankar        |
| 30 | Slovenia (bandiera)    | C     | Matic Fink        |
| 31 | Slovenia (bandiera)    | D     | Anton Mlinar      |
| 32 | Slovenia (bandiera)    | C     | Blaž Božič        |
| 33 | Slovenia (bandiera)    | D     | Suad Grabus       |
| 35 | Slovenia (bandiera)    | D     | Matej Rapnik      |